# Bracianki
Bracianki – wzgórze o wysokości 437 m n.p.m. na Wyżynie Olkuskiej w gminie Skała w powiecie krakowskim w województwie małopolskim. Położone jest na zachód od miasta Skała.